# Capas
Capas (Bayan ng Capas - Municipality of Capas) es un municipio filipino de primera categoría, situado en la parte central de la isla de Luzón. Forma parte del Tercer Distrito Electoral de la provincia de Tarlac situada en la Región Administrativa de Luzón Central, también denominada Región III.

## Geografía

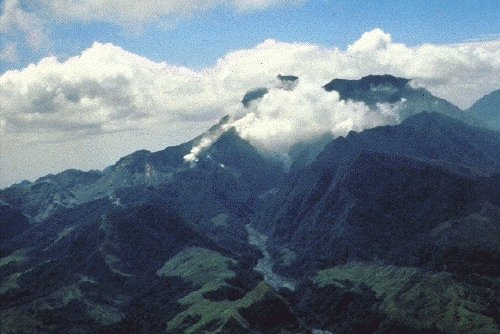
Pinatubo antes de la gran erupción de 1991.

Municipio situado en el sur de la provincia. Su término linda al norte con el de San José; al sur con el Bamban; al este con el de Concepción y al oeste con la provincia de Zambales, municipio de Botolán.
En muchos  arroyos aparecen fósiles o pequeños fragmentos de madera petrificada, en forma de peces, cangrejos de agua dulce y otros animales.
Los arroyos Namria y Dingding son afluentes del río Lucong en Concepción, aleste.
Así pues, la mayor parte de los cauces fluviales de Tarlacparten del Monte Pinatubo y atraviesan este término de Capas, como son río Bulsa  Moriones y el de Santa  Lucia.

### Barangays
El municipio  de Capas  se divide, a los efectos administrativos, en 20 barangayes o barrios, conforme a la siguiente relación:
| - Aranguren - Bueno - Cristo Rey, antes Navy. - Cubcub (Población) - Cutcut | - Cutcut, Pangadua - Dolores - Estrada, antes Calingcuán. - Lawy - Manga - Manlapig | - Maruglu - O'Donnell - Santa Juliana - Santa Lucía - Santa Rita | - Santo Domingo - Santo Domingo, Pangadua - Santo Rosario - Talaga |  |

## Patrimonio

Recorrido de la Marcha de la Muerte de Bataán.

- Iglesia parroquial católica bajo la advocación del San Nicolás de Tolentino,  data del año 1976.

Forma parte de la Vicaría de San Nicolas de Tolentino, perteneciente a la Diócesis de Tarlac en la provincia Eclesiástica de San Fernando.
- Santuario Nacional de Capas (Capas National Shrine), monumento en forma de obelisco construido por el gobierno de Filipinas en recuerdo de los soldados filipinos y estadounidenses que murieron en el Campo de O'Donnell al final de la conocida como Marcha de la Muerte de Bataán.